# Swalm
De Swalm (Duits: Schwalm) is een kleine zijrivier van de Maas. Zij ontspringt zuidelijk van Wegberg in de grensstreek van Duitsland en het Nederlandse Midden-Limburg, loopt vervolgens door de Duitse gemeente Schwalmtal en mondt bij Swalmen (gemeente Roermond) in de Maas uit, meer precies tussen Wieler en Rijkel bij de Donderberg.
De rivier heeft een lengte van 45 kilometer, waarvan twaalf op Nederlands grondgebied. Het stroomgebied meet 277 km², waarvan 26 km² in Nederland. Het verval bedraagt 72 meter, waarvan 12 in Nederland. In Nederland monden twee beken in de Swalm uit: de Eppenbeek en de Teutebeek.
Het Nederlandse deel, en gedeeltelijk ook de bovenloop van de Swalm, hebben hun natuurlijke, meanderende loop behouden of teruggekregen. Het beekdal maakt deel uit van het Natuurpark Maas-Swalm-Nette.

## Swalmdal
Het Nederlandse deel van het beekdal, Swalmdal genaamd, omvat een negental terreinen in bezit van Staatsbosbeheer, in totaal 92 ha. Men vindt er riet, vochtige graslanden, bosjes en struiken en er groeit onder meer de agrimonie. Men vindt er de waterral, verschillende uilensoorten en het is het woongebied van de das. Ook de bever komt er voor. Een van de kleinere dieren die in het gebied te vinden zijn is de zeggekorfslak.
Vanaf de Kroppestraat loopt een natuurpad langs het gebied. Hier vindt men ook met een kettingzaag vervaardigde houten beelden, vervaardigd door Roel van Wijlick. Deze stellen dieren voor welke in het gebied leven.